# The Conversion of Mr. Anti
The Conversion of Mr. Anti è un cortometraggio muto del 1913 diretto da Willard Newell.

## Produzione
Il film fu prodotto dalla Selig Polyscope Company.

## Distribuzione
Distribuito dalla General Film Company, il film - un cortometraggio in una bobina - uscì nelle sale cinematografiche statunitensi il 6 novembre 1913.